# Bělá nad Svitavou
Pour les articles homonymes, voir Bělá.
Bělá nad Svitavou (en allemand : Deutsch Bielau, Biela, Bielau ou Deutsche Biela) est une commune du district de Svitavy, dans la région de Pardubice, en République tchèque. Sa population s'élevait à 479 habitants en 2024.

## Géographie
Bělá nad Svitavou se trouve à 13 km au sud de Svitavy, à 67 km au sud-est de Pardubice et à 155 km à l'est-sud-est de Prague.
La commune est limitée par Banín au nord-ouest, par Březová nad Svitavou au nord-est et à l'est, par Brněnec au sud-est, par Chrastavec et Vítějeves au sud, et par Lavičné à l'ouest.

## Histoire
La première mention écrite du village date de 1502.

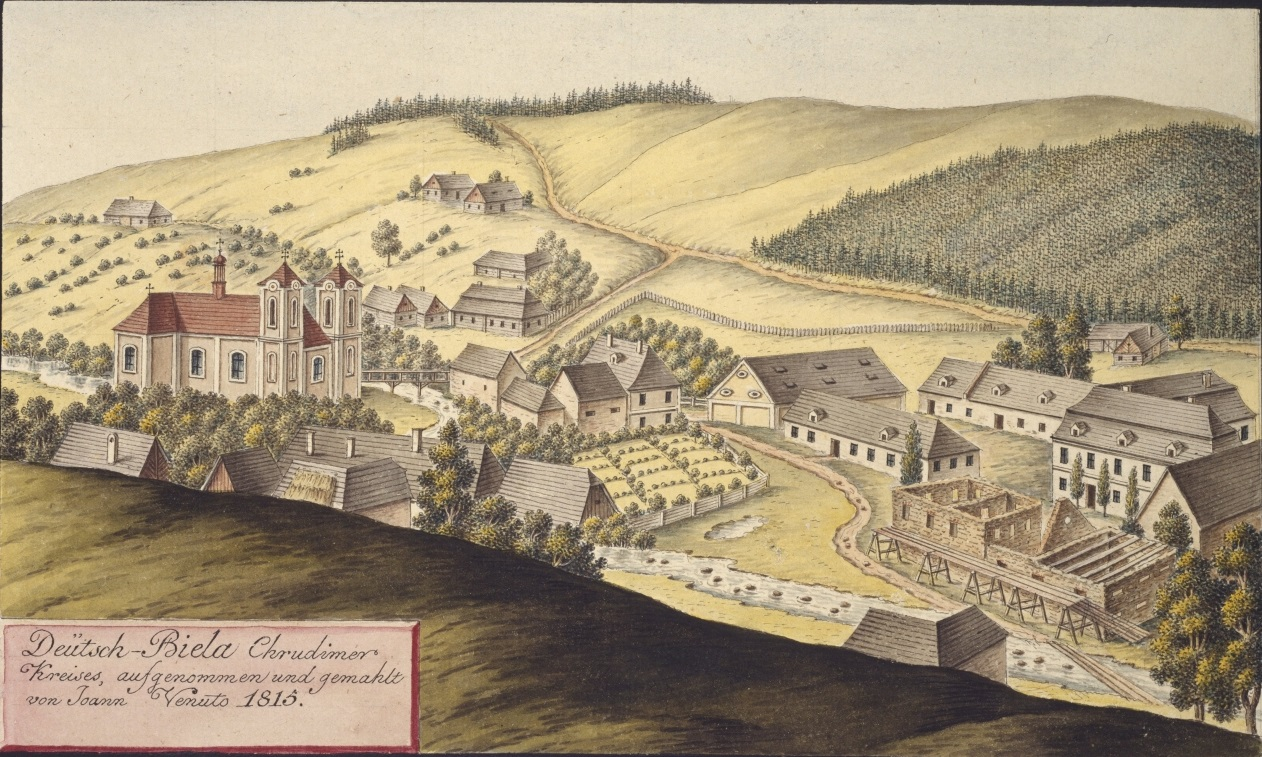
Bělá nad Svitavou en 1815, par Joann Venuto.

## Galerie

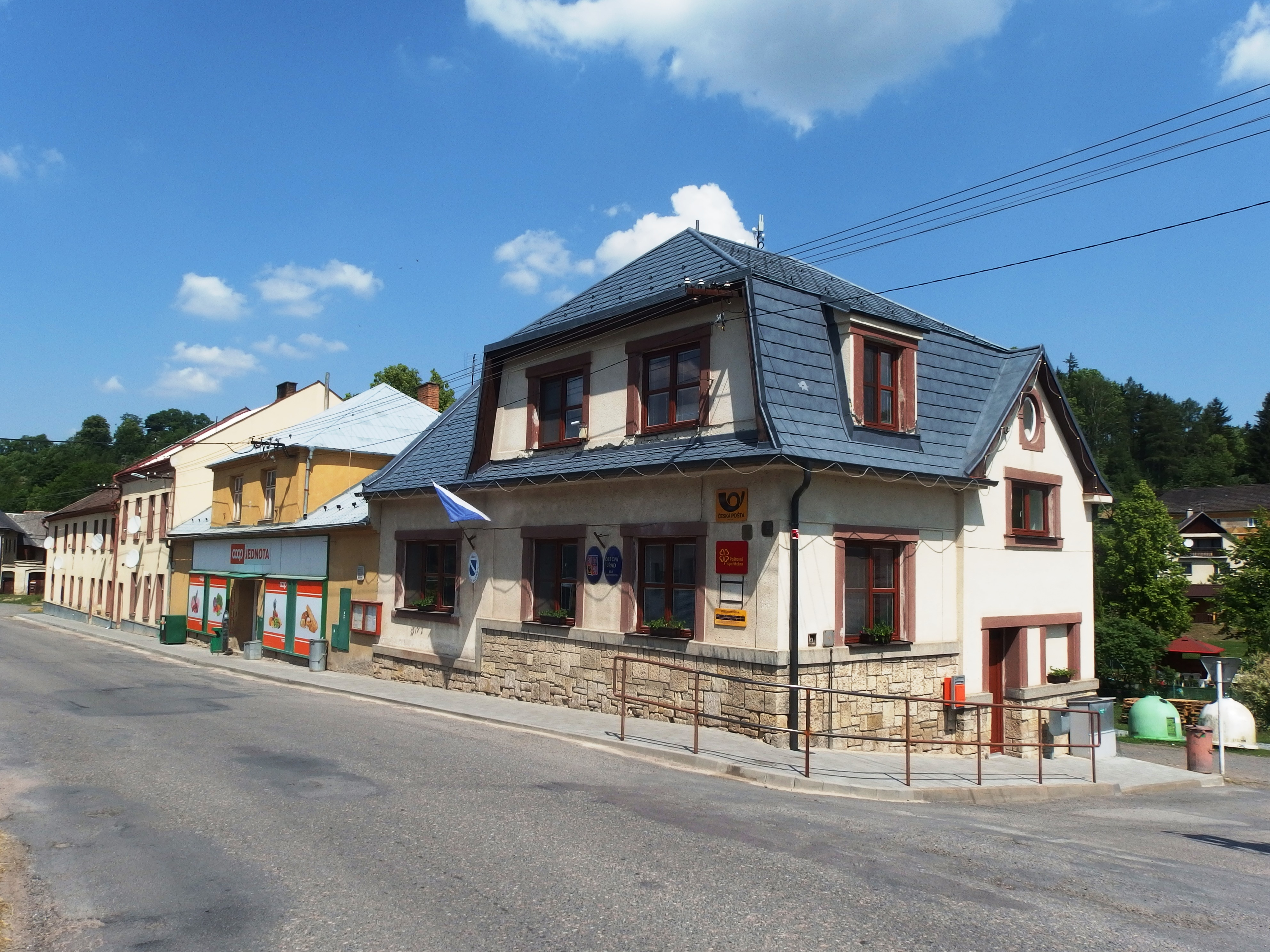
Bělá nad Svitavou : la mairie.
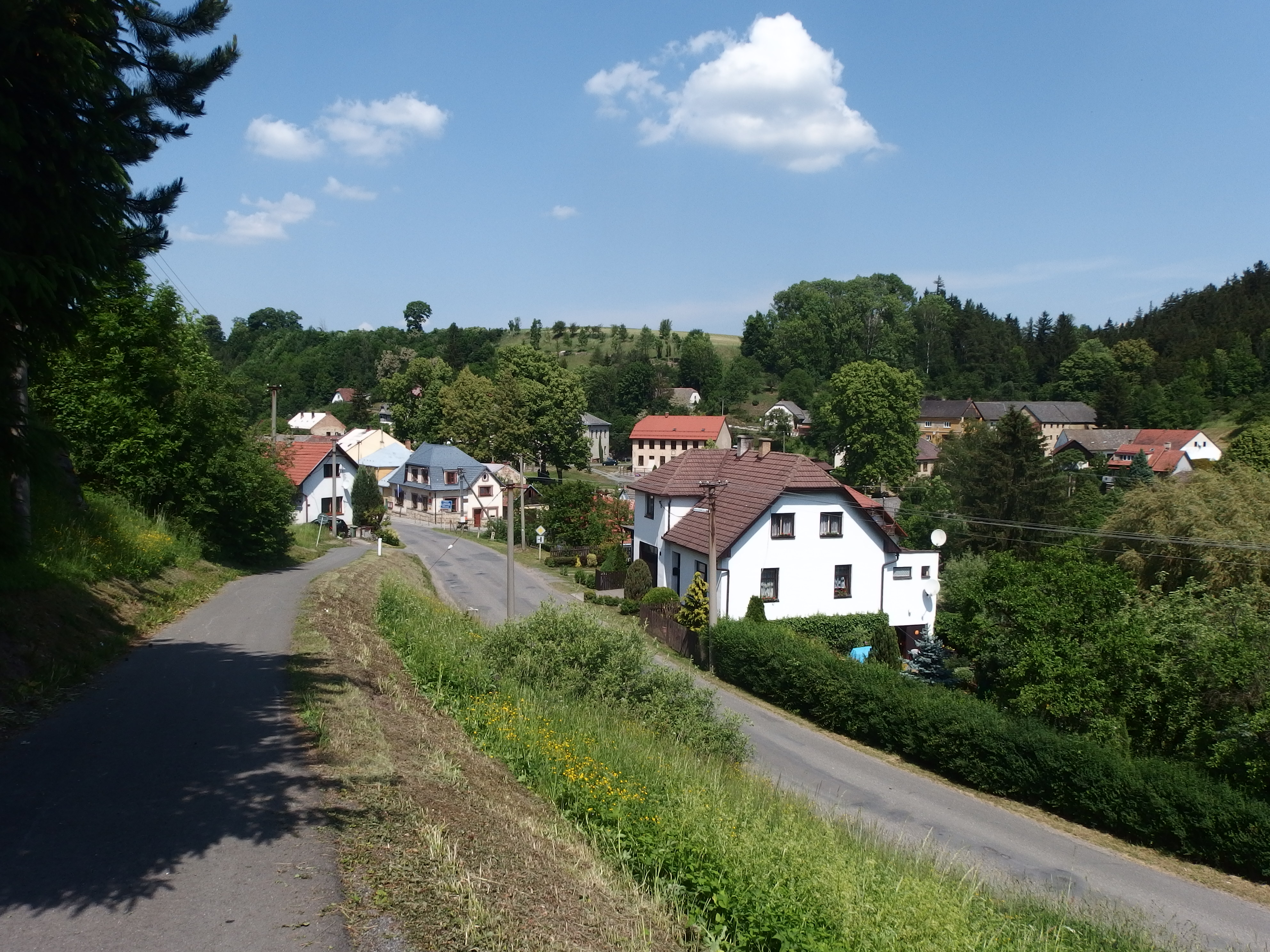
Vue de Bělá nad Svitavou.

## Transports
Par la route, Bělá nad Svitavou se trouve à 5,5 km de Březová nad Svitavou, à 17 km de Svitavy, à 85 km de Pardubice et à 198 km de Prague. 